# McMechen
McMechen é uma cidade localizada no estado norte-americano da Virgínia Ocidental, no Condado de Marshall.

## Demografia
Segundo o censo norte-americano de 2000, a sua população era de 1937 habitantes.
Em 2006, foi estimada uma população de 1798, um decréscimo de 139 (-7.2%).

## Geografia
De acordo com o United States Census Bureau tem uma área de
2,2 km², dos quais 1,5 km² cobertos por terra e 0,7 km² cobertos por água.

## Localidades na vizinhança
O diagrama seguinte representa as localidades num raio de 8 km ao redor de McMechen.